# 新井愛瞳
新井 愛瞳（あらい まなみ、1997年11月19日 - ）は、日本の元アイドル。女性アイドルグループ『アップアップガールズ（仮）』の元メンバー。公式ニックネームは「まぁな」。
群馬県出身。元YU-M エンターテインメント所属。2021年に芸能界を引退した。

## 略歴
3歳のころから小学校就学までミキハウスや東京都内における大手ホテルのカタログモデルとして活動した。当時、ミニモニ。への憧れや、モデル以外の分野へ挑戦するという理由もあり、2004年のハロプロ エッグ オーディション2004を受験。同オーディションに合格し、ハロプロエッグのメンバーとなった。
2007年5月、初めて行われたハロー!プロジェクト新人公演に出演。これが新井にとって初のコンサート参加となった。2008年10月、白元グループ株式会社マザーズの「親子スキンシップ向上プロジェクト」推進キャラクターに小川紗季と共に参加。
2010年夏、所属事務所より、ハロプロエッグの高校生以上のメンバー全員と、中学生以下のメンバーの一部に研修課程修了という通達があった。これに該当した新井は、同年11月28日、横浜BLITZにて開催の『2010 ハロー!プロジェクト新人公演11月 〜横浜JUMP!〜』がハロプロエッグとして最後のステージとなった。同年8月、モーニング娘。9期メンバーオーディションを受験。
2011年、所属事務所へ残るか否かを問われた新井は、1週間ほど迷った末に残留を決める。同年2月22日、K-POPカバーダンスグループ『UFZS』が結成、そのメンバーとなった。3月9日、ハロプロエッグの研修課程修了を正式発表。4月1日、アップフロントガールズ（仮）としてのブログ「アップフロントガールズ（仮）オフィシャルブログ」が開設された。のちにグループ名を『アップアップガールズ（仮）』に改称。新井は同グループにおいて最年少メンバーである。
2014年8月、出身地の群馬県より「ぐんま観光特使」に推薦され、8月27日に委嘱式を県庁にて行った。同年12月からは、群馬県の正式非公認マスコット「あらいぐんまちゃん。」として、ぐんまちゃん主演のドラマ『群馬県公認 ぐんまの挑戦状』へ出演。2015年8月からは「パーフェクトあらいぐんまちゃん。」として『ゆるキャラグランプリ 2015』に参加した。同グランプリには2016年も参加し、目標である100位以内にランクインしたことにより、群馬県のマスコット（仮）に昇格した。
2014年8月、雑誌『週刊プレイボーイ』にて「第2回・新人グラドル“ページ争奪”ガチバトル」に登場。同バトルにて優勝し『週刊プレイボーイ』誌上にグラビアが8頁掲載された。2015年3月、自身初となる『週刊ビッグコミックスピリッツ』の表紙に掲載された。
2016年3月6日スタートの連続ドラマ『サクラ咲く』（NOTTV）にてドラマ初出演にして主演を務めた。
2020年10月23日、アップアップガールズ（仮）から卒業予定である旨を発表。同年12月31日に卒業した。
2021年11月19日、所属事務所であるYU-M エンターテインメントを年内をもって退所し芸能界を引退すると発表した。
2023年1月1日、ゴー☆ジャス動画の配信にて「宇宙生物アザライちゃん」として1年振りに出演した（声のみ）。

## 人物
- アップアップガールズ（仮）でのメンバーカラーは自身が好きな色である青[2][35]。2011年6月6日に行われた「アップフロントガールズ（仮）メンバーカラー決め大抽選会」にて決定した[36]。また、UFZSでの担当カラーも青[37]。
- ハロプロエッグ時代は眼鏡キャラであったが[2][14]、中学校就学にともないコンタクトに変え[14]、2012年現在は眼鏡をかけていない[2]。アップアップガールズ（仮）でのキャラは少年（2012年当時）[6]。理由は髪の短さと新井自身の行動[6]。
- 好きな科目は英語[19]、家庭科、音楽[38]。
- 2009年時点での身長は145.5cm[39]。2011年7月時点での身長は154cm[40]。目標は160cmであるとしている[40]。
- ONE PIECEのファン。ニコニコ超会議2017では古川小夏と共にコスプレを披露した。
- ゲーム好き。よゐこのマイクラでサバイバル生活ではよゐこに対しSNSでアドバイスを送っている（シーズン1の第10回にて当該アドバイスが放送された。のちのシーズン2では、貰ったアドバイスを失念した濱口優が、その方法を思い返すなかで「もう一回新井ちゃんに聞いてみたら?」と冗談半分に発言している）。こうした経緯もあり続編となった「よゐこのマリパで共同生活」に咲人とゲスト出演している。

## 作品

### 映像作品
- サクラ咲く（2016年10月26日、TCエンタテインメント）[41]

## 出演

### コンサート
- 第一回 ハロー!プロジェクト新人公演 〜さるの刻〜／〜とりの刻〜（2007年5月13日、渋谷C.C.Lemonホール）[11]
- 2007 ハロー!プロジェクト新人公演 8月 〜横浜で会いましょう〜（2007年8月26日、横浜BLITZ）
- 2007 ハロー!プロジェクト新人公演 11月 〜品川で会いましょう〜（2007年11月23日、品川プリンスステラボール）[42]
- 2008 ハロー!プロジェクト新人公演 6月 〜赤坂HOP!〜（2008年6月22日、赤坂BLITZ）[43]
- 2008 ハロー!プロジェクト新人公演 9月 〜芝公園STEP!〜（2008年9月23日、メルパルクホール）[44]
- 2008 ハロー!プロジェクト新人公演 11月 〜横浜JUMP!〜（2008年11月24日、横浜BLITZ）[45]
- 2009 ハロー!プロジェクト新人公演 4月 〜横浜HOP!〜（2009年4月4日・5日、横浜BLITZ）[46]
- 2009 ハロー!プロジェクト新人公演 6月 〜中野STEP!〜（2009年6月7日、中野サンプラザ）[47]
- 2009 ハロー!プロジェクト新人公演 9月 〜横浜JUMP!〜（2009年9月23日、横浜BLITZ）[48]
- 2009 ハロー!プロジェクト新人公演 11月 〜横浜FIRE!〜（2009年11月23日、横浜BLITZ）[49]
- 2010 ハロー!プロジェクト新人公演 3月 〜横浜GOLD!〜（2010年3月27日、横浜BLITZ）[50]
- 2010 ハロー!プロジェクト新人公演 6月 〜横浜HOP!〜（2010年6月5日、横浜BLITZ）[51]
- 2010 ハロー!プロジェクト新人公演 9月 〜横浜STEP!〜（2010年9月5日、横浜BLITZ）[52]
- 2010 ハロー!プロジェクト新人公演 11月 〜横浜JUMP!〜（2010年11月28日、横浜BLITZ）[53]

### イベント
- ハロプロエッグデリバリーステーション in 夏Sacas'09 Sacas Water Park（2009年8月14日、赤坂サカス）[54]

### 舞台
- 2009年秋季エッグ研修発表会 〜女優宣言〜（2009年10月7日・9日、シアターグリーン BIG TREE THEATER）
- 2010年秋季エッグ研修発表会 〜女優宣言〜（2010年10月3日、時事通信ホール）[55]
- 私立グリグリ学園（2012年5月5日、新宿文化センター 小ホール）[56][57]
- 群馬ダイノジ寄席〜金曜ダイジョーブ編〜（煥乎堂本店 5Fホール群馬県前橋市本町１丁目２−１３、2017年7月6日・2018年12月7日・2019年3月15日）出演[58]。

### 映画
- 讐 〜ADA〜（2013年7月27日公開[59]）[60]
- 咲-Saki-阿知賀編 episode of side-A（2018年1月20日公開、ティ・ジョイ） - 二条泉 役
- セブンティーン・モータース - 主演[61]
- スリーアウト！-プレイボール篇-（2019年6月22日、ココロヲ・動かす・映画社○） - 野村亜希 役（主演）[62]

### ドラマ
- サクラ咲く（2016年3月6日 - 27日[63]、全4話、NOTTV） - 主演・塚原マチ 役[32]
- 咲-Saki-阿知賀編 episode of side-A（2017年12月 - 2018年1月、MBS/TBS） - 二条泉 役

### テレビ
- JOYのASOBU-TV JOYnt! 『JOYnt!ゆるキャラ大運動会!』あらいぐんまちゃんとしてアシスタントMC（2017年〜年一回出演、群馬テレビ）
- ミュージック☆エクスプレス（2016年8月 - 10月、ミュージック・ジャパンTV、テレビ埼玉） - アシスタントMC[64][65]
- アイドルNO編集ぶらり旅 そのまんま流 （2016年12月 - 2017年9月、Kawaiian for ひかりTV、Kawaiian for ひかりTV4K）- レギュラー出演
- 厳選いい宿 特別編 ～お試し移住体験～「くらし潤す水の都 愛媛県西条市」(2018年5月11日、テレビ東京)
- MATSUぼっち(2019年9月11日、フジテレビ)
- 濱口女子大学(2020年2月1日、8日、22日、29日、テレビ大阪)
- ジャンポケロード(2021年8月6日、13日、20日、群馬テレビ)

### テレビアニメ
- ぐんまちゃん（2021年11月28日） - 学芸員B、ハニワ課長 役

### ラジオ
- オレたちゴチャ・まぜっ!〜集まれヤンヤン〜（2017年4月16日 - 2018年4月14日、MBSラジオ） - ヤンヤンガールズ9期生[66]
- 大谷ノブ彦 金曜ダイジョーブ!（2018年4月6日 - 、エフエム群馬）[67]

### インターネットテレビ
- 親子スキンシップ向上プロジェクト 知育体操「ぴっとんぺったんぴ」（2008年10月）[12]
- To be（2011年8月24日 - 9月28日、フジテレビ『見参楽』）[68]
- Abema Game 9 アゲナイッ! サーズデー（2018年2月 - 2018年4月5日、AbemaTVウルトラゲームス）アゲナイゲーム研究所 マインクラフトしょこたんランド。3月22日は代行MC[69]。

### YouTube
- Nintendo公式チャンネル(よゐこの○○で○○生活 『よゐこのマリパで共同生活』第1回 第2回 最終回)
- よゐこチャンネル(『緊急生配信年賀状にハンコをおしていきます』『12時間生配信』2019年11月3日未明から朝6時まで約5時間出演『愛も地球も特には救いません！募金はできませんが課金します！12時間生配信』2020年8月22日『よゐこのサバイバル年越し2021in秋葉原【無人島は行かないよ】』2021年12月31日)
- ゴー☆ジャス動画(『マインクラフト』『モンスト』『オーバークック2』『7時だよ！ほぼ全員集合！5周年記念生放送！』『テトリス99』『ルイージマンション3』『全力で〇〇してみた』等多数 アシスタント(仮)として出演)
- スクウェア•エニックス ( 飯窪春菜とカン太のゲームフューチャー！～『ドラゴンクエストウォーク』編～ #02-#04)
- FFBE公式チャンネルFINAL FANTASY BRAVE EXVIUS(『FFBE幻影戦争』#1-#6『幻影通信』#7-)
- 遊戯王OCGチャンネル(『7日間デュエルリンクス生活』#1-#3)

### PR・キャンペーン
- ぐんま観光特使（2014年8月27日 - ）[23]
- 渋谷モディ（旧渋谷マルイ）大型ビジョン掲載モデル（CHEERZ、2016年6月20日 - 26日、10月3日 -9日、11月7日 - 13日、2017年3月6日 - 12日）[70]
- 「AKIBA'S TRIP Festa!」PR大使（2016年）[71]
- えひめ西条！移住応援大使（2017年10月19日 - ）[72]
- たんばらスキーパークイメージガール（2017年 - 2018年）[73]

### CM・イメージキャラクター
- 編集・ライター養成講座（宣伝会議）[74]
- Uber Eats(ウーバーイーツ)CM「＃バーガーインザハウス女性」篇

## 書籍

### 写真集
- セブンティーンズ・ブルー（2015年11月16日、小学館、撮影：長野博文）ISBN 978-4096822142[75] ISBN 978-4096822142[76]

### 新聞連載
- 週刊風っ子（2016年4月、上毛新聞） - 18歳選挙権に関する対談連載[77]